# Charles Maillet du Boullay
Pour les articles homonymes, voir Maillet et Boullay.
Charles Maillet du Boullay, né le 28 septembre 1829 à Rouen et mort le 2 mai 1891 à Paris, est un architecte français.

## Biographie
Charles Justin Maillet naît à Rouen, 98 quai du Havre le 28 septembre 1829, fils de Charles-Félix, architecte en chef de la ville de Rouen et de Clotilde Élise Esnault.
Attaché au ministère de l'instruction publique et des Beaux-arts, il est chargé de 1871 à 1881 de l'exposition de sculpture annuelle au Palais de l'Industrie. Il est organisateur pour la sculpture à l'Exposition universelle de 1878.
Conservateur du musée de la céramique de Rouen (1873-1875), il devient en 1875 conservateur des Monuments Historiques de la Seine-Inférieure. Il succède la même année, à la suite de la mort de l'abbé Cochet, comme conservateur du musée départemental d'antiquités de la Seine-Inférieure. Il est également membre de la Commission départementale des Antiquités et le conservateur de la maison Pierre-Corneille à Petit-Couronne.
Il est reçu en 1880 à l'Académie de Rouen. Il est également membre de l'Association française pour l'avancement des sciences.
Il meurt le 28 mai 1891 à Paris, des suites d'une longue maladie. Il est inhumé dans le cimetière d'Herqueville dont il a été maire pendant quelques années.

## Publications
- L'Architecture de la Renaissance, discours de réception prononcé dans la séance du 5 mars 1880, Paris, Impr. de A. Quentin, 1880
- La Maison de Pierre Corneille au Petit-Couronne, Rouen, Augé, 1884

## Distinctions
- Officier de l'Instruction publique.